# Вяземский, Леонид Дмитриевич
Князь Леони́д Дми́триевич Вя́земский (19 августа 1848 — 24 ноября 1909) — русский военный и государственный деятель из рода Вяземских, астраханский губернатор (1888—1890), начальник Главного управления уделов (1890—1900), генерал от кавалерии (1906). Устроитель образцового для своего времени хозяйства в усадьбе Лотарево.

## Биография
Родился 19 августа 1848 года в родительском имении Лотарево Усманского уезда Тамбовской губернии; родители: отставной штабс-ротмистр лейб-гвардии Конного полка Дмитрий Егорович (1813—1850) и Анна Николаевна (урождённая Вельяминова). Дед его, князь Егор Александрович, в 1795 году оставил военную службу в чине полковника и удалился в имение Якиманское Суздальского уезда, где уездное дворянство избрало его своим предводителем. Владел 800-ми душами в сёлах Чистуха, Коверино (где им выстроена сохранившаяся церковь) и иных.
Князь Леонид до 12 лет воспитывался в имении Вяземских в Байгоре у своей бабушки, затем — в Императорском Александровском лицее, по окончании которого в 1866 году был 2 января следующего года определён на службу унтер-офицером в лейб-гвардии Гусарский полк, 14 марта был произведён в юнкеры и 17 июля в корнеты. 17 апреля 1870 года получил чин поручика, 16 апреля 1873 года — штабс-ротмистра. 19 февраля 1875 года пожалован во флигель-адъютанты и в 1876 году сопровождал государя в Варшаву и в Крым, а в 1877 году — в Кишинёв.
Во время русско-турецкой войны 1877—1878 годов Вяземский, в чине полковника (произведён 27 марта 1877 года), был назначен состоять при главнокомандующем великом князе Николае Николаевиче Старшем, а затем командиром 2-й бригады болгарского ополчения, с которой участвовал в обороне Шипкинского перевала, где был ранен. С отрядом генерала Скобелева Вяземский участвовал в боях под Шейновым и у деревни Чатак, где был снова тяжело ранен.
За оборону Шипки получил золотую саблю с надписью «За храбрость» (17 сентября 1877 года) и орден Святого Владимира 4-й степени с мечами и бантом (14 ноября 1878 года), за Шейново — орден Святого Станислава 2-й степени с мечами (18 января 1879 года), а за Чатак — Святой Анны 2-й степени с мечами (18 января 1879 года).
После турецкой войны служил по выборам предводителем дворянства Усманского уезда Тамбовской губернии; 30 августа 1887 г. был произведён в генерал-майоры и уволен в запас армейской кавалерии. 31 июля 1888 года назначен астраханским губернатором и наказным атаманом Астраханского казачьего войска с зачислением по армейской кавалерии. 19 апреля 1890 года назначен начальником Главного управления уделов; 14 мая 1896 года произведён в генерал-лейтенанты, с 1899 года являлся членом Государственного совета, а 6 декабря 1906 года произведён в генералы от кавалерии.
4 марта 1901 году во время разгона демонстрации студентов у Казанского собора в Петербурге Вяземский, случайно проезжавший мимо, заступился за них. Задержанных освободили. За это император Николай II официально объявил Вяземскому выговор.
Среди прочих наград имел ордена св. Анны 3-й степени (30 августа 1873 года), св. Владимира 3-й степени (1 апреля 1890 года), св. Станислава 1-й степени (28 марта 1893 года), св. Анны 1-й степени (2 апреля 1895 года), св. Владимира 2-й степени (18 апреля 1899 года), Белого Орла (1 января 1905 года), а также ряд австрийских, сербских и болгарских орденов и медалей.
Умер от паралича сердца 24 ноября 1909 года в Лозанне (Швейцария). Князя Л. Д. Вяземского похоронили 7 декабря 1909 года в фамильном склепе коробовского храма Димитрия Солунского. После закрытия церкви в 1938 году, склеп был разграблен. В 2001 году состоялось торжественное перезахоронение останков.

## Воинские звания
- В службу вступил (02.01.1867)[3]
- Корнет (17.07.1867)
- Поручик (17.04.1870)
- Штабс-ротмистр (16.04.1873)
- Ротмистр (13.04.1875)
- Флигель-адъютант (1875)
- Полковник (28.03.1877)
- Генерал-майор (31.07.1888)
- Генерал-лейтенант (14.05.1896)
- Генерал от кавалерии (06.12.1906)

## Награды
российские:
- Орден Святой Анны 3 ст. (1873)[3]
- Золотое оружие «За храбрость» (1877)
- Орден Святого Владимира 4 ст. с мечами и бантом (1878)
- Орден Святого Станислава 2 ст. с мечами (1879)
- Орден Святой Анны 2 ст. с мечами (1879)
- Орден Святого Владимира 3 ст. (1890)
- Орден Святого Станислава 1 ст. (1893)
- Орден Святой Анны 1 ст. (1895)
- Орден Святого Владимира 2 ст. (1899)
- Орден Белого Орла (1905)

иностранные:
- Австрийский Орден Франца Иосифа командорский крест (1874)
- Болгарский Орден «Святой Александр» 3 ст. (1879)
- Сербский Орден Таковского креста 1 ст. (1893)
- Греческий Орден Спасителя 1 ст. (1896)

## Семья
Женат на графине Марии Владимировне Левашовой (1859—1938), фрейлине (с 1881), дочери графа Владимира Васильевича и графини Ольги Паниной, хозяев приморского имения Гаспра. Невеста унаследовала большое состояние своего деда Василия Левашова, включавшее, среди прочего, расположенную рядом со столицей усадьбу Осиновая Роща. Этот брак позволил князю Вяземскому войти в избранный круг высшей аристократии. Умерла в эмиграции и похоронена на кладбище Сент-Женевьев-де-Буа. Дети:
- Борис: родился 26 сентября 1883 г., предводитель Усманского дворянства, член совета МВД России, женат на графине Елизавете Дмитриевне Шереметевой, убит 24 августа 1917 года на станции Грязи бунтовавшими солдатами.
- Дмитрий: родился 12 ноября 1884 года, начальник 17-го передового санитарного отряда, женат на графине Александре Павловне Шуваловой, умер от ран 2 марта 1917 года.
- Лидия (28 мая 1886 года — 1 ноября 1948 года), мемуаристка, жена князя Иллариона Сергеевича Васильчикова.
- Владимир Левашов-Вяземский: родился 8 апреля 1889 года, ротмистр лейб-гвардии Гусарского полка, женат на графине Софии Ивановне Воронцовой-Дашковой, в эмиграции был журналистом, писателем, умер во Франции 19 мая 1960 года; его внучка — актриса Анна Вяземски.